# Bindefrist
Bindefrist ist ein Begriff aus dem deutschen Vergaberecht und bezeichnet die Zeitspanne, in der die Bieter im Ausschreibungsverfahren an ihre Angebote gebunden sind und diese weder zurückziehen noch abändern können. Dieselbe Frist (sog. Zuschlagsfrist) steht dem Auftraggeber für die Ermittlung und Beauftragung des wirtschaftlichsten Angebotes zur Verfügung. 

## Bedeutung im Ausschreibungsverfahren
Die Bindefrist beginnt mit dem Ablauf der Angebotsfrist und endet mit Erteilung des Zuschlags (§ 127 Abs. 1 Satz 1 GWB). 
In der Bauwirtschaft sind Angebots-, Bewerbungs- und Bindefrist gesetzlich geregelt. Die Bindefrist richtet sich nach § 10 Abs. 4 VOB/A in der Fassung von 2019. Sie soll angemessen und nicht länger sein als der Auftraggeber für eine zügige Prüfung und Wertung der Angebote benötigt, da die Bieter in dieser Zeit in ihren geschäftlichen Entschlüssen und Dispositionen
eingeschränkt sind. Eine längere Bindefrist als 30 Kalendertage bedarf einer besonderen Begründung. Die besonderen Bedingungen der internen Willensbildung in einer Gemeinde können eine mögliche Rechtfertigung für eine längere Bindefrist darstellen.
Der Auftraggeber muss einen einheitlichen Zeitpunkt für den Fristablauf festlegen, weil er den Zuschlag nur auf ein Angebot erteilen kann. Für sämtliche Bieter muss wegen des Gleichbehandlungsgrundsatzes dieselbe Frist gelten. Ein Bieter ist nicht berechtigt, die in den Vergabeunterlagen vorgesehene Zuschlags- und Bindefrist einseitig abzuändern.
Der Ablauf der Zuschlags- und Bindefrist beendet die Ausschreibung jedoch nicht. Diese kann nur durch Zuschlag oder Aufhebung beendet werden. Die Folge des Ablaufs der Zuschlags- und Bindefrist ist lediglich, dass der Bieter nicht mehr an sein Angebot gebunden ist, so dass sich der Zuschlag nunmehr als neues Angebot des Auftraggebers i. S. v. § 150 Abs. 1 BGB darstellt.

## Allgemeine Regeln des Bürgerlichen Gesetzbuchs
Ein Angebot zum Abschluss eines Vertrags ist grundsätzlich bindend (§ 145 BGB) und kann nur bis zum Ablauf der maßgeblichen Annahmefrist angenommen werden (§ 146 Fall 2 BGB). Hat der Antragende keine Frist nach § 148 bestimmt, ist gemäß § 147 Abs. 1 und 2 BGB zwischen Anträgen unter Anwesenden und unter Abwesenden zu unterscheiden.
Ein Angebot unter Anwesenden muss sofort angenommen werden. Der einem Abwesenden gemachte Antrag kann nur bis zu dem Zeitpunkt angenommen werden, „in welchem der Antragende den Eingang der Antwort unter regelmäßigen Umständen erwarten darf.“ Die Frist beurteilt sich nach der Beförderungsdauer des Antrags, der Überlegungs- und Bearbeitungszeit beim Empfänger und der Rückbeförderungsdauer der Annahme. Zu den regelmäßigen Umständen im Sinne des § 147 Abs. 2 BGB gehören auch verzögernde Umstände, die der Antragende kannte oder kennen musste. Als solche kommen etwa die Organisationsstruktur großer Unternehmen, die Erfordernisse der internen Willensbildung bei (Versicherungs-)Gesellschaften oder juristischen Personen oder auch absehbare Urlaubszeiten in Betracht, sofern von einem verzögernden Einfluss auf die Bearbeitungsdauer auszugehen ist.
Bei verspäteter Annahme ist der Antragende nicht mehr an sein Angebot gebunden. Es kommt kein Vertrag zustande, vielmehr gilt die verspätete Annahme als neuer Antrag (§ 151 Abs. 1 BGB).

### Versicherungsverträge
Im Versicherungsvertragsrecht bedeutet die Bindefrist, dass mit Absendung des Versicherungsantrags der Antragsteller für eine bestimmte Zeit an seinen Antrag gebunden ist und außerhalb seines Widerrufs- oder Widerspruchsrechts nicht mehr widerrufen kann. Dem Versicherer soll innerhalb dieser Frist eine angemessene Risikoprüfung ermöglicht werden. Die Frist betrug beispielsweise bei der Feuerversicherung gem. § 81 VVG a.F. zwei Wochen, ebenso für andere Versicherungszweige nach § 5a Abs. 1 Satz 1 VVG a.F. Bei Lebensversicherungen betrug die Frist 30 Tage (§ 5a Abs. 1 Satz 2 VVG a.F.).
Seit einer Reform des VVG zum 1. Januar 2008 bestimmt sich die Bindefrist im Versicherungsrecht nach § 148 BGB. Eine gesetzliche Regelung, nach der ein Verbraucher einen Vertrag erst schließen dürfe, wenn eine bestimmte Frist zwischen Informationserteilung und Vertragserklärung verstrichen ist, komme für einen „mündigen Verbraucher“ nicht mehr in Betracht. Der Versicherungsvertrag wird seit dem Wegfall starrer gesetzlicher Fristen in der Weise geschlossen, dass der Versicherungsnehmer einen Antrag im Sinn des § 145 BGB erklärt, den der Versicherer anschließend innerhalb der regelmäßig nach § 148 BGB bestimmten Frist annimmt oder ablehnt (Vertragsschluss nach dem „Antragsmodell“). Der Versicherer ist jedoch gem. § 6, § 7 VVG zur Beratung und Information verpflichtet, bevor der Versicherungsnehmer eine verpflichtende Vertragserklärung, an die er nach § 145 BGB gebunden ist, abgibt. Dazu gehören auch Angaben über die Frist, während der ein Antragsteller an den Antrag gebunden sein soll.
Gemäß § 5 Abs. 3 des Pflichtversicherungsgesetzes gilt der Antrag auf Abschluss eines Haftpflichtversicherungsvertrages nach wie vor als angenommen, wenn der Versicherer ihn nicht innerhalb einer Frist von zwei Wochen ablehnt oder ein abweichendes schriftliches Angebot unterbreitet.

### Andere Verträge
Nach der Rechtsprechung des Bundesgerichtshofs ist bei einem finanzierten und beurkundungsbedürftigen Bauträgervertrag über den Erwerb einer fertiggestellten Eigentumswohnung, dessen Abschluss eine Bonitätsprüfung vorausgeht, unter regelmäßigen Umständen eine Frist für den Eingang der Annahmeerklärung von vier Wochen angemessen. Für die Nichteinhaltung der vertraglich vereinbarten Fertigstellungsfrist nach § 650k Abs. 3 BGB kann eine Vertragsstrafe vereinbart werden, entsprechend gem. §§ 5, 11 VOB/B bei Überschreiten der Ausführungsfrist.
Bei Mietverträgen über Gewerberaum mit hohen Mieten und Unternehmen mit komplexer Struktur ist in der Regel eine Annahmefrist zwei bis drei Wochen angemessen.